# 格林維爾 (北卡羅萊納州)
格林維爾（英語：Greenville）位於美國北卡羅萊納州，是皮特縣的縣治，也是北卡羅萊納州東部的第二大城，根据美國2000年人口普查人口87,521人。格林維爾是東卡羅來納大學的所在地，命名來自於美國獨立戰爭軍官納撒尼爾·格林。